# Liste der Mitglieder der Deutschen Akademie der Naturforscher Leopoldina/1681
Die Liste der Mitglieder der Deutschen Akademie der Naturforscher Leopoldina für 1681 enthält alle Personen, die im Jahr 1681 zum Mitglied ernannt wurden. Insgesamt gab es acht neu gewählte Mitglieder.

## Mitglieder
| Nr. | Name                              | Beiname     | Geboren       | Aufnahme | Gestorben     | Bild                              |
| --- | --------------------------------- | ----------- | ------------- | -------- | ------------- | --------------------------------- |
| 093 | Hieronymus Ambrosius Langenmantel | Solon I.    | 24. Nov. 1641 | 5. Apr.  | 5. Nov. 1718  | Hieronymus Ambrosius Langenmantel |
| 094 | Johann Jakob Harder               | Paeon I.    | 7. Sep. 1656  | 14. Jul. | 28. Apr. 1711 |                                   |
| 095 | Johann Daniel Widt                | Asclepiades |               | 14. Jul. | 1693          |                                   |
| 096 | Johann Conrad Peyer               | Pythagoras  | 26. Dez. 1653 | 14. Jul. | 29. Feb. 1712 |                                   |
| 097 | Johann Paul Wurfbain              | Hermes II.  | 14. Sep. 1655 | 14. Jul. | 13. Jan. 1711 |                                   |
| 098 | Eberhard Rumph                    | Plinius I.  | Okt. 1627     | 14. Jul. | 13. Juni 1702 | Eberhard Rumpf                    |
| 099 | Johann Peter Albrecht             | Castor II.  | 7. März 1647  | 23. Okt. | 16. Dez. 1724 |                                   |
| 100 | Johann von Muralt                 | Aretaeus I. | 18. Feb. 1645 | 13. Dez. | 12. Jan. 1733 | Johann von Muralt                 |